# Lahosse
Lahosse település Franciaországban, Landes megyében. Lakosainak száma 286 fő (2022. január 1.). Lahosse Baigts, Caupenne, Lourquen, Mugron, Nousse és Saint-Aubin községekkel határos.

## Népesség
A település népességének változása:
| Lakosok száma | 332  | 249  | 221  | 253  | 306  | 321  | 317  | 296  | 291  | 286  |
|               | 1968 | 1982 | 1990 | 2006 | 2013 | 2015 | 2017 | 2019 | 2020 | 2022 |